# Amelia Clarkson
Amelia Jayne Clarkson, född den 1 december 1997 i Hounslow, London, är en engelsk skådespelerska.
Hon spelade den unga Jane i filmen om Jane Eyre 2011. Hon var sedan med i The Sarah Jane Adventures. 2016 spelade hon Muriel Mottershead i TV-serien Our Zoo. 